# Souhaib Khdar
Souhaib Khdar (ur. 6 czerwca 2004) – marokański zapaśnik walczący w stylu klasycznym. Brązowy medalista igrzysk afrykańskich w 2023 roku. Trzeci na mistrzostwach Afryki w 2025 i czwarty w 2024 roku. 